# 163 TCN
Năm 163 TCN là một năm trong lịch Julius. 

## Mất
- Hiếu Huệ Trương hoàng hậu